# Жабино (Гагарінський район)
Жабино (рос. Жабино)  — присілок Гагарінського району Смоленської області Росії. Входить до складу Акатовського сільського поселення.
Населення —  3 особи (2007 рік). 